# Dragon européen

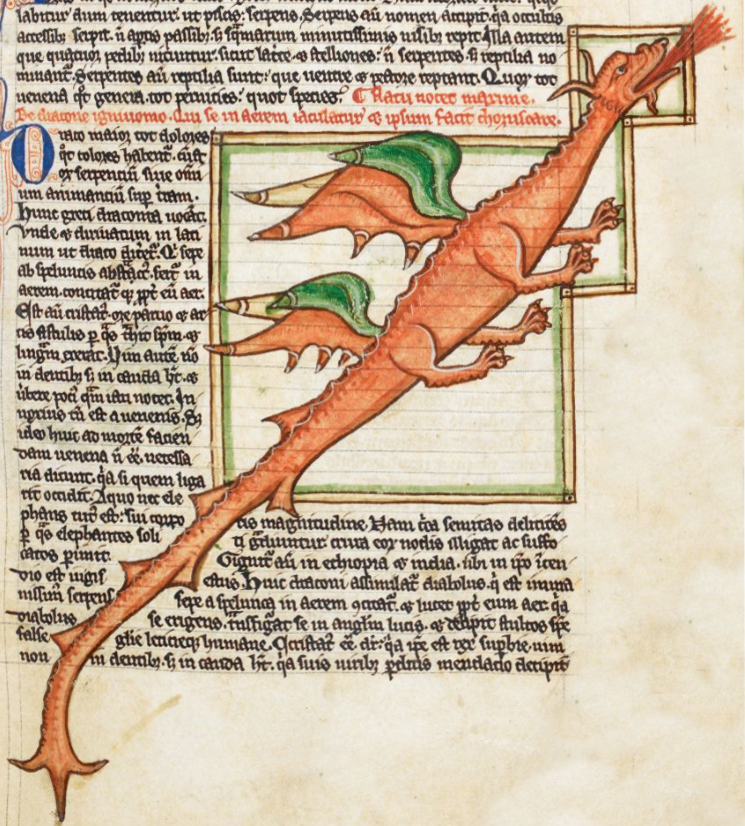
Illustration d'un dragon dans un manuscrit du XIIIe siècle.

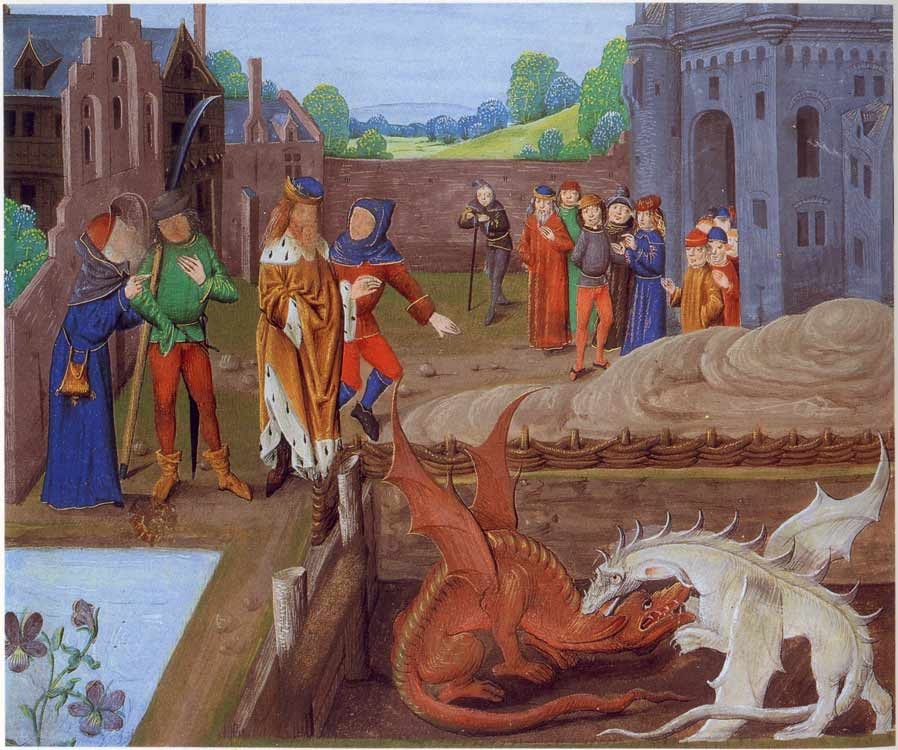
illustration de la bataille des dragons rouges et blancs dans un manuscrit du XVe siècle de l’Historia Regum Britanniae (1135 et 1138) de Geoffrey of Monmouth.

Le dragon (du grec ancien δράκων / drákōn, du verbe δέρκομαι / dérkomai, « voir, percer du regard », et du latin draco) est, dans la tradition européenne, une créature légendaire ailée possédant une queue de saurien et dont les pattes se terminent par des griffes.
Représenté souvent comme une créature ailée, le dragon occidental se retrouve dans des lieux fermés, une tanière souterraine telle qu'une grotte, ce qui rappelle son affiliation avec les serpents (qui furent eux-mêmes l'objet de nombreux cultes en Europe et Moyen-Orient) et autres créatures reptiliennes. Les termes de worm (dans la mythologie germanique), wyrm (en anglo-saxon), ou wurm (en vieux haut allemand) décrivant parfois des créatures apparentées aux dragons signifient par ailleurs serpent. Dans les langues slaves, le serpent et le dragon sont formés sur la même racine provenant du mot désignant la terre (voir infra). En finnois lohikäärme signifie littéralement « serpent-saumon », bien que le préfixe lohi- puisse avoir été au départ louhi-, signifiant rochers, et donnant donc « serpent montagne ».

## Culture gréco-romaine

### Culture grecque

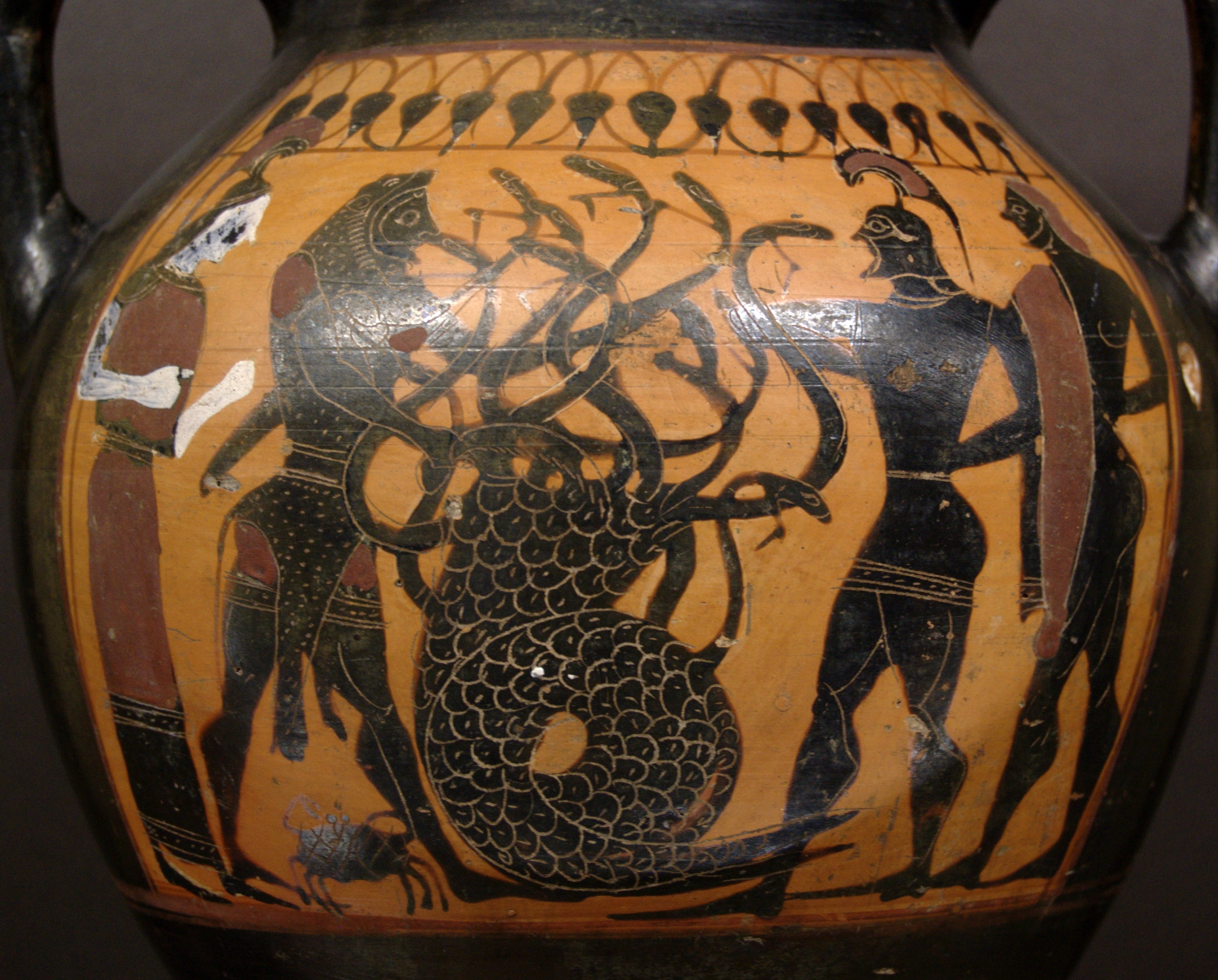
Héraclès et l'Hydre de Lerne, amphore attique à figures noires, v. 540-530 av. J.-C., musée du Louvre

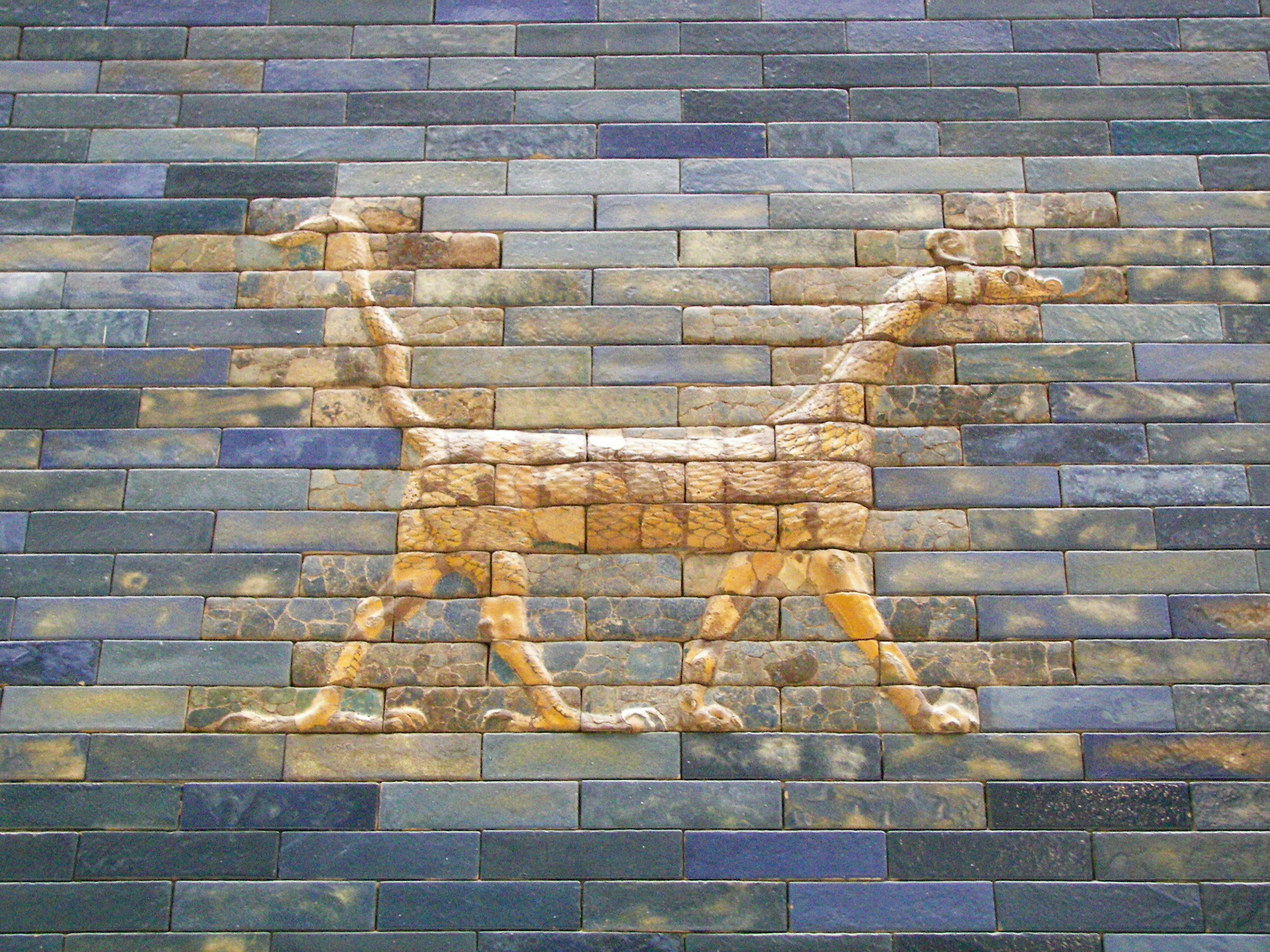
Mušhuššu de la Porte d'Ishtar.

On considère souvent comme des dragons plusieurs créatures de la mythologie grecque : Python, Ladon, l'Hydre de Lerne, etc. Mais ceux-ci ne sont en réalité représentés sur les œuvres antiques que comme des serpents, parfois gigantesques ou multicéphales. Ce n'est que plus tard qu'on leur attribua l'apparence de dragon au sens où on les représente actuellement. Ces créatures contre lesquelles luttent dieux, demi-dieux et héros sont des descendants directs de Gaïa, dernières forces de la nature incontrôlable, que l'Homme essaye de mater. Ainsi Cadmos combattit un dragon, gardien d'une source et y créa une civilisation: la ville de Thèbes.
La mythologie grecque amorce également la figure de la créature gardienne (Ladon veillant sur les pommes d'or du jardin des Hespérides, Python sur l'oracle de Delphes, etc.). La figure du dragon gardien fortement présente dans le folklore occidental du Moyen Âge se dessine déjà dans ces créatures reptiliennes. C'est d'ailleurs du grec que provient le mot « dragon » : drákōn (δράκων) dérive de drakeîn (δρακεῖν), aoriste du verbe dérkomai (δέρκομαι) signifiant « voir, regarder d’un regard perçant ». On retrouve donc le dragon dans la racine étymologique grecque tout comme dans l'image grecque du gardien, du veilleur.

### Culture romaine

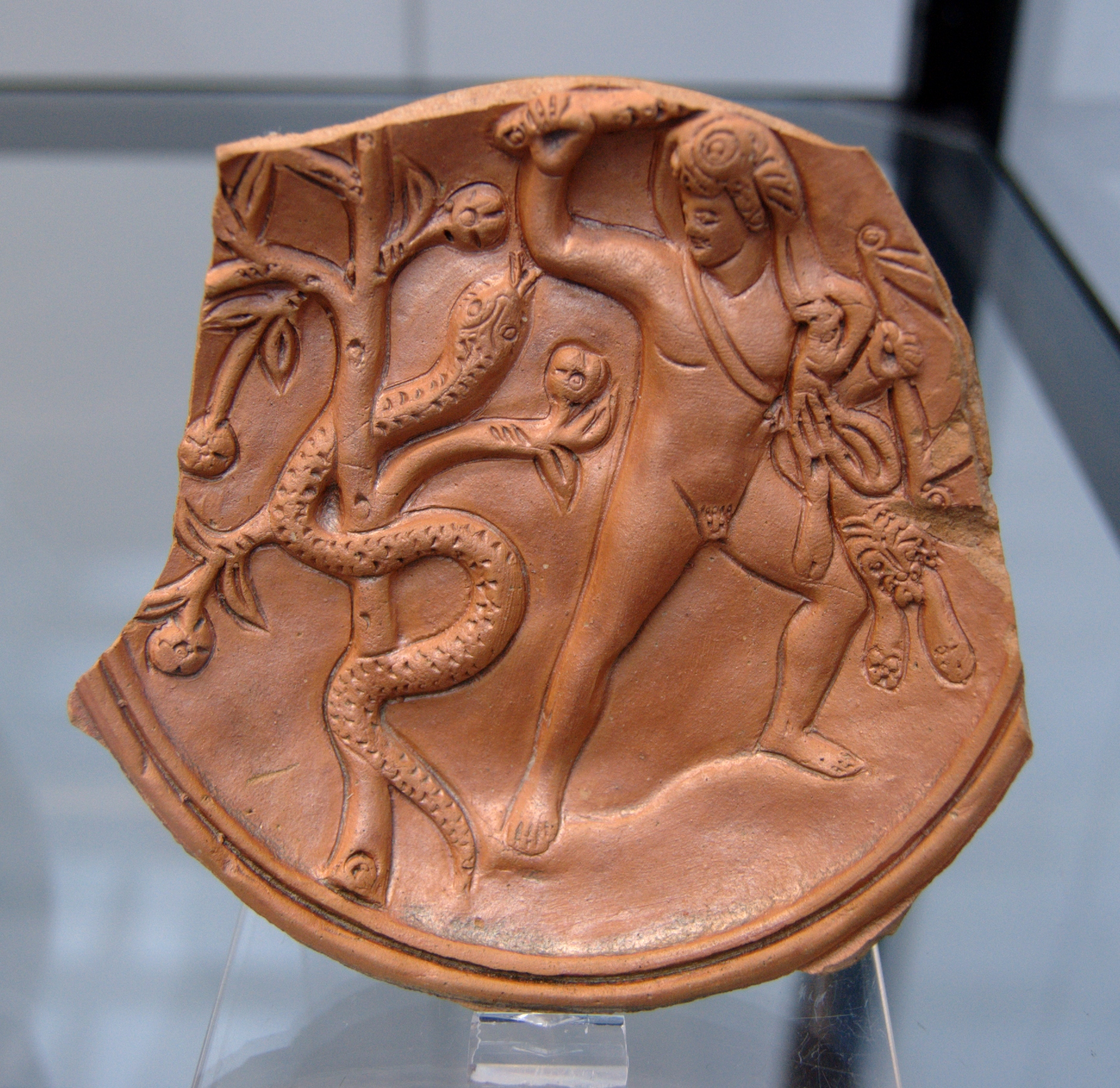
Héraclès et Ladon, assiette romaine à reliefs d'époque tardive, Staatliche Antikensammlungen (SL89).

Le terme de « draco » dans la culture romaine (tout comme dans la mythologie grecque), renvoie davantage au serpent qu'à la créature quadrupède que nous connaissons (ainsi un « dracontarium » était une couronne en forme de serpent ou un « dracunculus », un petit serpent)
Pline l'Ancien parle des dragons dans son Histoire naturelle. Il y fait allusion en expliquant la provenance des « dracontia », un type de pierres précieuses blanches diaphanes, ne se laissant ni polir, ni graver. Pour lui, elles proviennent du cerveau des dragons mais doivent être récupérées sur un animal vivant, celui-ci pouvant la gâter s'il se sent mourir. Il fait référence à un certain Sotakos qui racontait que les personnes récupérant ces pierres se déplacent sur un char à deux chevaux et utilisent une drogue afin d'endormir le dragon et lui couper la tête dans son sommeil.
L'épithète « draconigène » (née d'un dragon) est parfois utilisée pour désigner la ville de Thèbes, faisant référence à la légende de sa fondation par Cadmos qui, semant les dents de la bête, donna naissance à la noblesse thébaine.
L'étendue de l'Empire romain a fait que le dragon grec a pu se combiner à des créatures du Proche Orient, par ce mélange de cultures caractéristique de la culture hellénistique[réf. souhaitée].  Une représentation d'une de ces créatures reptiliennes du Proche Orient est visible sur la Porte d'Ishtar et porte le nom de Sirrush ou Mušhuššu signifiant serpent rouge. 
Peu après des expéditions au Proche Orient apparut une nouvelle forme du dragon en occident. Dans l'Empire romain, chaque cohorte militaire était identifiée par un signum. Après les guerres contre les Daces et les Parthes de Trajan dans l'est, le dragon entra dans la Légion avec les Cohors Sarmatarum et les Cohors Dacorum. Un dragon était fixé à l'extrémité de leur lance, formé d'une large gueule d'argent terminée par un corps de soie colorée. Lorsque la mâchoire fait face au vent, le corps se gonfle d'air et ondule, comme une manche à air. Une description en est faite par Vegetius dans son « Abrégé des questions militaires » :
« Primum signum totius legionis est aquila, quam aquilifer portat.  Dracones etiam per singulas cohortes a draconariis feruntur ad proelium  »
« Le premier signe de toute la légion est l'aigle, que porte l’aquilifer. De plus, des dragons sont portés dans la bataille par le draconarius de chaque cohorte. »
ainsi que par Ammien Marcellin.

## Autres mythologies
Durant les diverses invasions qui se succèdent en Europe durant plus d'un millénaire dans l'antiquité tardive et le haut Moyen Âge, la figure du dragon s'associe peu à peu avec les envahisseurs et prend dès lors l'apparence terrifiante qu'il gardera durant tout le Moyen Âge. La tête de dragon est un emblème commun sur les étendards des Huns comme en figure de proue des drakkars vikings.

### Mythologie celte

dragon gallois figurant sur le Drapeau gallois.

Dans la mythologie bretonne et galloise, issue entre autres des traditions celtiques, le Mabinogi de Lludd et de Llewellys raconte la lutte du dragon rouge et du dragon blanc, ce dernier symbolisant les envahisseurs Anglo-Saxons. Finalement les deux dragons, ivres d'hydromel, sont enterrés au centre de l'Île de Bretagne, à Oxford, dans un sarcophage de pierre. L'île ne devrait subir aucune invasion tant qu'ils n'auraient pas été découverts. Cette légende est également présente dans le récit de Pendragon. L'image du dragon est toujours présente jusque dans le nom de la célèbre lignée royale de Bretagne de Pendragon, signifiant littéralement « tête de dragon » en gallois.
Le mythe de l'apparition de dragons, de manière réelle ou symbolique, est fréquent : ainsi, deux dragons auraient été découverts sous les fondations du château que voulait construire Vortigern, prédécesseur d'Uther Pendragon, se combattant sans cesse et provoquant l'effondrement de la construction. Plus tard, Uther observa dans le ciel une comète en forme de dragon, qui aurait donné son nom au souverain.
Un dragon rouge est représenté actuellement sur le drapeau du pays de Galles. Les joueurs de l'équipe nationale de rugby portent d'ailleurs le surnom de dragons. Toujours au pays de Galles, l'Addanc est parfois décrit comme un dragon. D'autres fois il s'agit d'un crocodile ou d'un castor, voire d'un démon.
Dans les Asturies, le Cuélebre, serpent géant, possède des ailes sans pour autant présenter d'autres membres. Il est chargé, comme bon nombre de ces créatures, de garder un trésor constitué de pièces d'or, richesse de la terre.

### Mythologie germanique

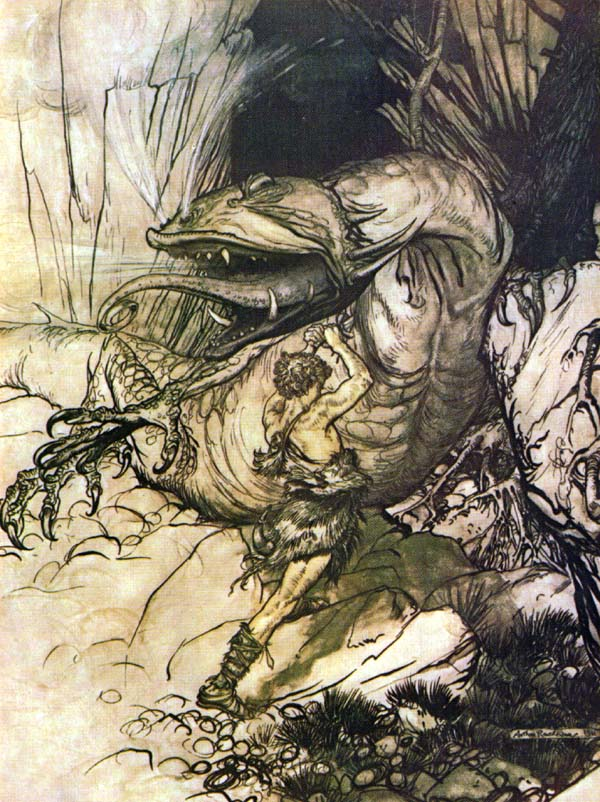
Sigurd combattant le dragon Fafnir.

Dans la mythologie germanique et scandinave, l'amalgame est souvent fait entre serpent et dragon. Ainsi, Nidhogg, qui dévore les racines d'Yggdrasil, est successivement qualifié de dreki (« dragon ») et de naðr (« vipère », « serpent ») dans la strophe 66 de la Völuspá. Plusieurs créatures de la mythologie germanique prennent la forme le lindworms, ne possédant pas de pattes postérieures.
De nombreux autres exemples de créatures reptiliennes géantes existent dans cette mythologie, par exemple :
- Fafnir, un nain changé en dragon par avarice, qui est tué par Sigurd ;
- Jörmungand, le serpent de mer entourant Midgard ;
- le dragon sans nom qui est vaincu par Beowulf et le tue.

Le thème du dragon gardien de trésor revient plusieurs fois dans les mythologies germaniques. À la fois Fafnir et le dragon de Beowulf étaient dépositaires de gigantesques et précieux trésors. Ils étaient de plus maudits et ont rendu malades ceux qui les possédèrent.  
Dans la tradition galloise, un dragon blanc sert d'emblème aux Anglo-Saxons, par opposition au dragon rouge celtique.

### Mythologie scythe et dace

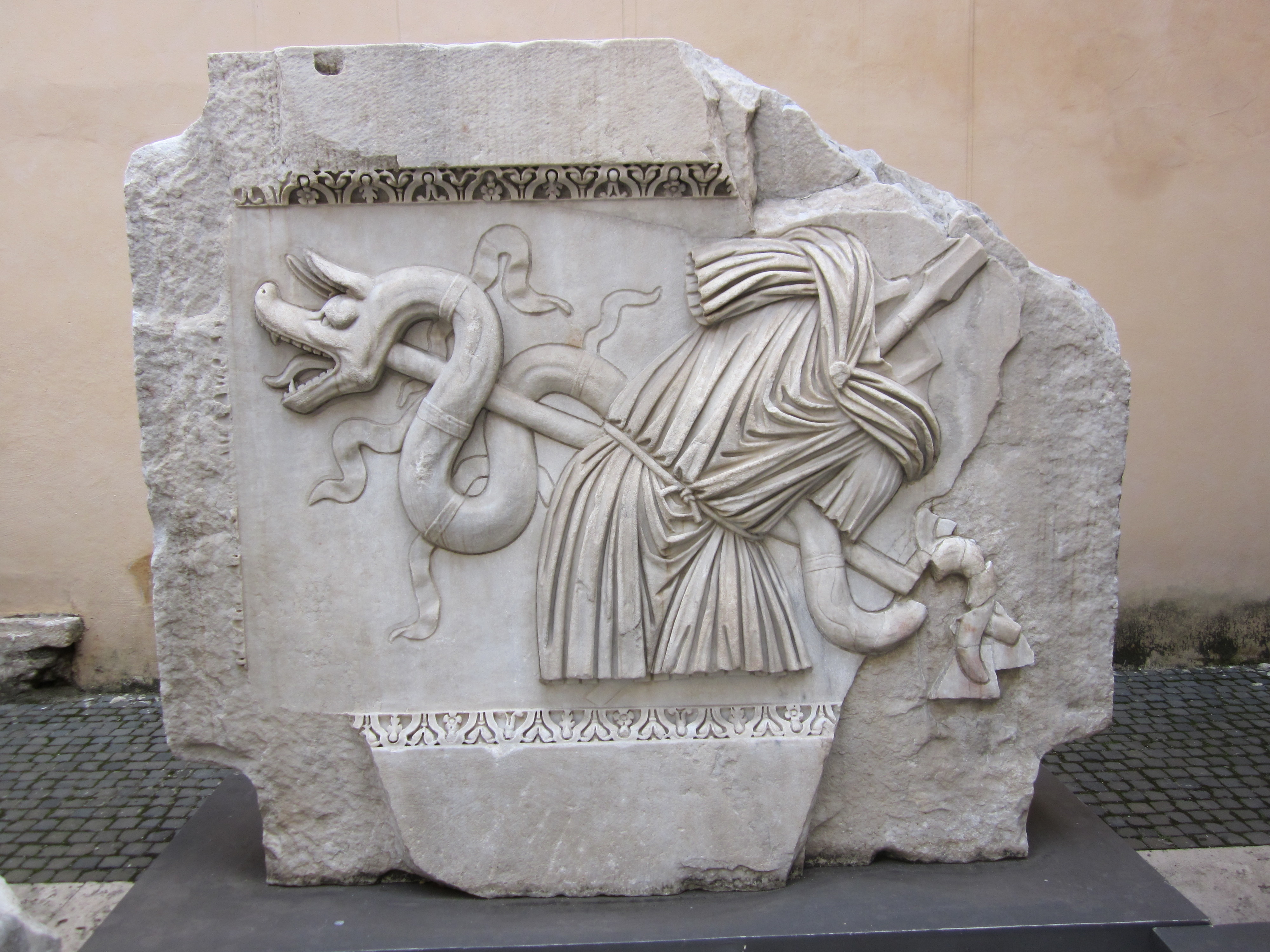
Étendard Dace d'origine Sarmate

Les Sarmates, un peuple scythique, possédaient des enseignes constitués d'une tête de canidé, chien ou loup, à la gueule ouverte, montée sur une hampe et prolongée par une long étendard en tissu. Cet emblème est adopté par l'armée romaine, lorsque celle-ci, au IIIe siècle, se met à développer des unités de cavalerie cataphractaire, initialement composées de ressortissants des peuples thraces, daces et sarmates. Lors de l'adoption de cet enseigne, les romains transforment la tête de loup en tête de serpent ou de dragon : le Draco.
Une description d'Ammien Marcellin précise que le vent, en s'engouffrant dans la gueule ouverte de l'enseigne produisait, grâce à une anche, un hurlement terrifiant. Quelques découvertes confirment les représentations et descriptions anciennes telles que l'exemplaire en bronze retrouvé à Neuwied-Niederbieber, en Allemagne.

### Mythologie slave
Dans la mythologie slave, les dragons issus de vieilles croyances préchrétiennes, souvent liées au paganisme, portent le nom de zmej (russe et bulgare змей; vieux slave et ukrainien zmij (змій); serbe, croate, bosniaque et slovène zmaj; polonais żmij). D'après Vasmer, tous ces termes remontent au vieux slave *zmeja, mot formé sur zemlja : la terre. C'est l'animal qui sort de terre, qui émane de la terre. La majorité de ces termes sont les formes masculines du mot slave « serpent » qui est habituellement féminin (comme zmeja en russe).  
Les dragons sont des créatures quadrupèdes dont le tempérament généralement maléfique fait qu'ils rançonnent habituellement les villages, leur demandant de jeunes vierges en sacrifice ou de l'or. Ce trait est sans doute l'un des plus ressemblants avec celui des dragons rencontrés dans les contes et traditions moyenâgeux de l'ensemble de l'Europe. Il peut cependant avoir un rôle bénéfique, notamment en Bulgarie ou le dragon mâle s'oppose à la femelle pour protéger les humains. 

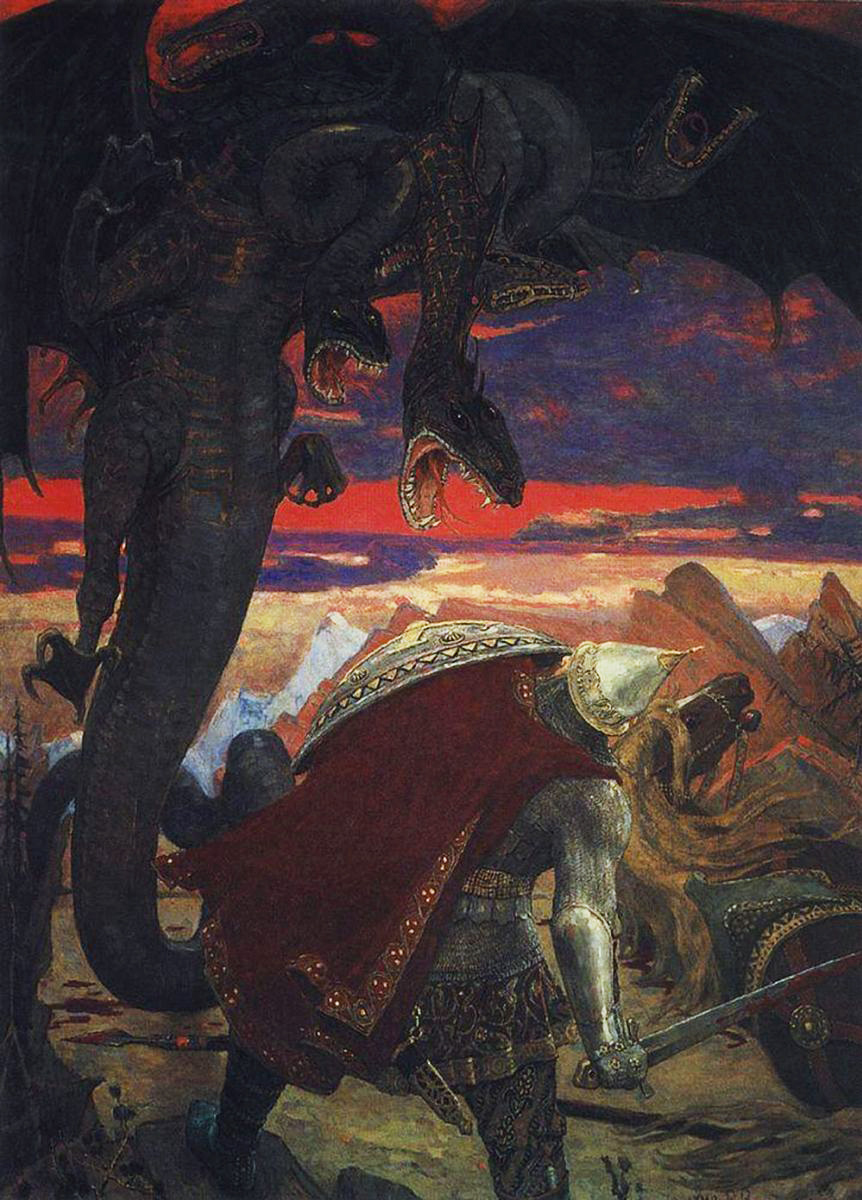
Bogatyr affrontant un dragon slave polycéphale

Leur nombre de têtes varie de un à sept (ou parfois plus), trois ou sept étant le plus courant. Celles-ci repoussent lorsqu'elles sont coupées à moins que la plaie ne soit cautérisée par le feu (comme l'hydre la mythologie grecque).[réf. nécessaire]

#### Tradition slave orientale
Une légende ukrainienne en fait une figure bénéfique : le roi des serpents a deux petites cornes sur la tête. Si on le croise dans la forêt, il faut l'attirer par un foulard rouge ; il y dépose ses cornes, et si l'on parvient à s'en emparer, santé, bonheur, fortune vous sont assurés. Une légende russe en fait un serpent blanc : si on parvient à se procurer sa graisse, à la faire chauffer et à s'en enduire les yeux, on acquiert le don de voir les trésors enfouis. Par ailleurs, sorcières et sorciers se servent dans leurs amulettes de peaux de serpent séché (légendes et faits rapportés par Alexandre Afanassiev).
Le combat avec le dragon (ou parfois le serpent) est par ailleurs un sujet de conte des plus répandus ; il fait l'objet du conte-type AT 300 dans la classification Aarne-Thompson. Le dragon est l'adversaire-type. Le combat prend 3 formes essentielles ; le conte ukrainien et biélorusse Roule-Petit-Pois II, contient ces trois formes :
- Le héros et le dragon cherchent à s'enfoncer l'un l'autre dans la terre ou dans un sol magiquement créé. Le héros finit par gagner, assommant le dragon à coups de massue.
- Le héros combat à l'épée / au sabre et finit par trancher toutes les têtes du dragon.
- Le dragon mort, la dragonne (mère ou épouse) entre en scène et soit use de magie pour faire périr le héros, soit « ouvre une gueule béante depuis la terre jusqu'au ciel ». Le héros, paniqué, ne s'en sort que par l'intervention inopinée de forgerons, soit par celle, magique, de son cheval, qui saute par-dessus la gueule.

Il n'y a pas de description de l'animal fabuleux si ce n'est qu'il possède trois têtes (parfois jusqu'à douze). Il est lié aux quatre éléments, vole, crache du feu, émerge de l'eau, enfonce le héros dans la terre. Il ravit les jeunes filles / femmes, soit pour vivre avec elles (comme Kochtchéï), soit, plus fréquemment, pour les dévorer. Sa fonction de dévoreur est centrale. Elle est parfois dévolue à sa mère et le héros ne s'en tire pas toujours. L'aspect féminin (femelle) du dragon est le plus redoutable.
Mais le dragon (le/la serpent(e)) peut aussi avoir un rôle bénéfique : il détient une pommade miraculeuse ; il peut ressusciter un enfant tué. Il y a ambivalence.
En Russie et Ukraine, le dragon peut s'appeler : Zmej Gorynytch, le dragon de la montagne, mais aussi Tchoudo-Youdo, Zilante, etc. D'autres dragons russes (comme Tougarine Zmeïévitch), possèdent des noms turcs, symbolisant probablement les Tatars et autres peuples de la steppe (Polovtses, Mongols, etc.). Ceci explique dès lors la présence de Saint Georges tuant le dragon sur le blason de Moscou.

#### Tradition slave méridionale
En Slovénie les dragons sont nommés zmaj, cependant un mot archaïque, pozoj, est parfois également utilisé. Leur apparition dans la religion se fait en même temps que celle de Saint Georges, bien que certains récits folkloriques pré-chrétiens racontent l'histoire de dragon tués de la même manière que le dragon polonais de Wawel.
Cependant le dragon n'est pas toujours considéré comme nuisible, voir celui qui protège Ljubljana, il est représenté sur le blason de la ville. 
En Macédoine, Croatie, Bulgarie, Bosnie, Serbie et Monténégro on utilise le terme zmaj, zmej ou lamja pour désigner les dragons. En Serbie et Bosnie, on désigne aussi parfois ces créatures respectivement par : daždaja et daždaha (voir Āži-Dahāk, créature de la mythologie perse).
Les dragons de la mythologie bulgare peuvent être mâles ou femelles, chacun ayant un comportement différent face aux humains. Ils sont souvent vu comme frères et sœurs, représentant des forces agraires. La femelle représente le mauvais temps qui détruit les récoltes, combattant son frère qui protège l'humanité. 

#### Folklore slave occidental
Le smok wawelski est particulièrement connu en Pologne : il terrorisait les habitants de l'ancienne Cracovie et vivait dans des cavernes le long de la Vistule, sous le château du Wavel. Selon la tradition, fondée sur le livre de Daniel, il fut tué par un garçon cordonnier qui lui offrit une peau de mouton remplie de soufre et de goudron. Assoiffé par ce repas, il explosa après avoir bu trop d'eau. Une sculpture en métal, crachant des flammes toutes les 5 minutes trône de nos jours à Cracovie, où de nombreux souvenirs touristiques sont estampillés du dragon du Wavel. Une parade de dragons a lieu chaque année pour illustrer ce "combat".

### Mythologie tchouvache

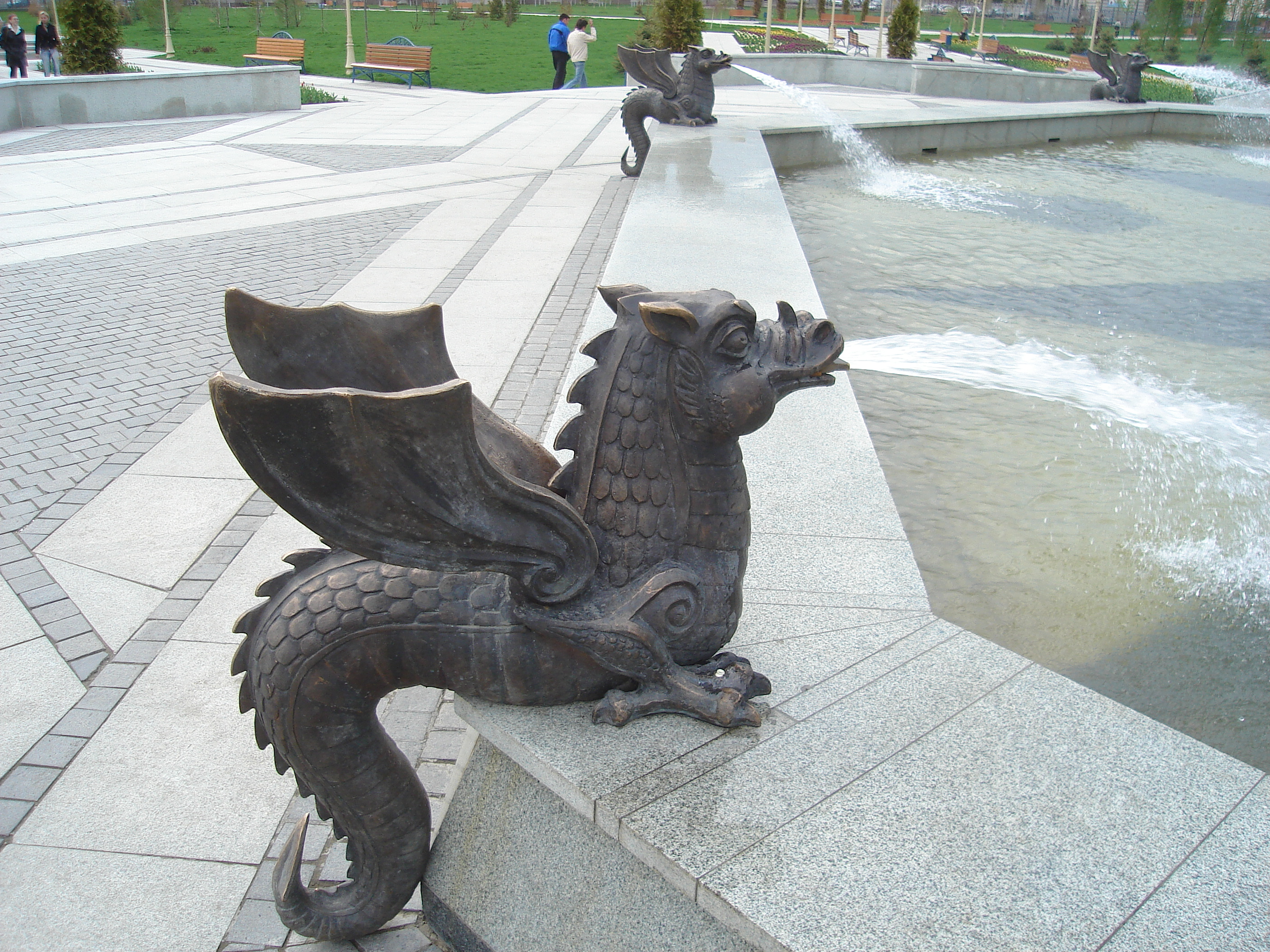
Zilant décorant une fontaine de Kazan. Il se rapproche davantage de la vouivre que du dragon occidental

Les dragons tchouvaches  sont différents de leur cousins turcs (comme le Zilant), supposés refléter la mythologie pré-Islamique de la Bulgarie de la Volga.
Quelques créatures reptiliennes sont plus connues que d'autres :
- Le dragon tchouvache le plus connu est Věri Çělen (Вěри Çěлен, serpent de feu) qui peut prendre forme humaine afin de visiter hommes et femmes durant la nuit pour se reproduire. Comme le Zmey Gorynytch slave, cette créature a plusieurs têtes et laisse un sillage de feu lorsqu'il vole. Selon la tradition, ces dragons seraient nés des enfants illégitimes tués par leur mère.
- Arçuri (Арçури), un démon des bois, se transforme souvent en serpent mais ressemble habituellement au démon Şüräle.

Selon la légende, lorsque les bulgares arrivèrent dans la ville de Bilär, ils y découvrirent un grand serpent. Quand ils se décidèrent à le tuer, celui-ci les supplia de le laisser en vie et pria Allah de lui donner des ailes. Une fois ce vœu accordé, il s'envola hors de la ville.
Un autre grand serpent, ou dragon, était censé vivre dans une tour païenne sacrée à Yelabuga. Bien que les bulgares se convertirent à l'Islam vers le Xe siècle, le serpent survécut, parait-il, jusqu'à l'époque de l'invasion par Tamerlan.

### Autres folklores

#### Folklorecatalanetoccitan

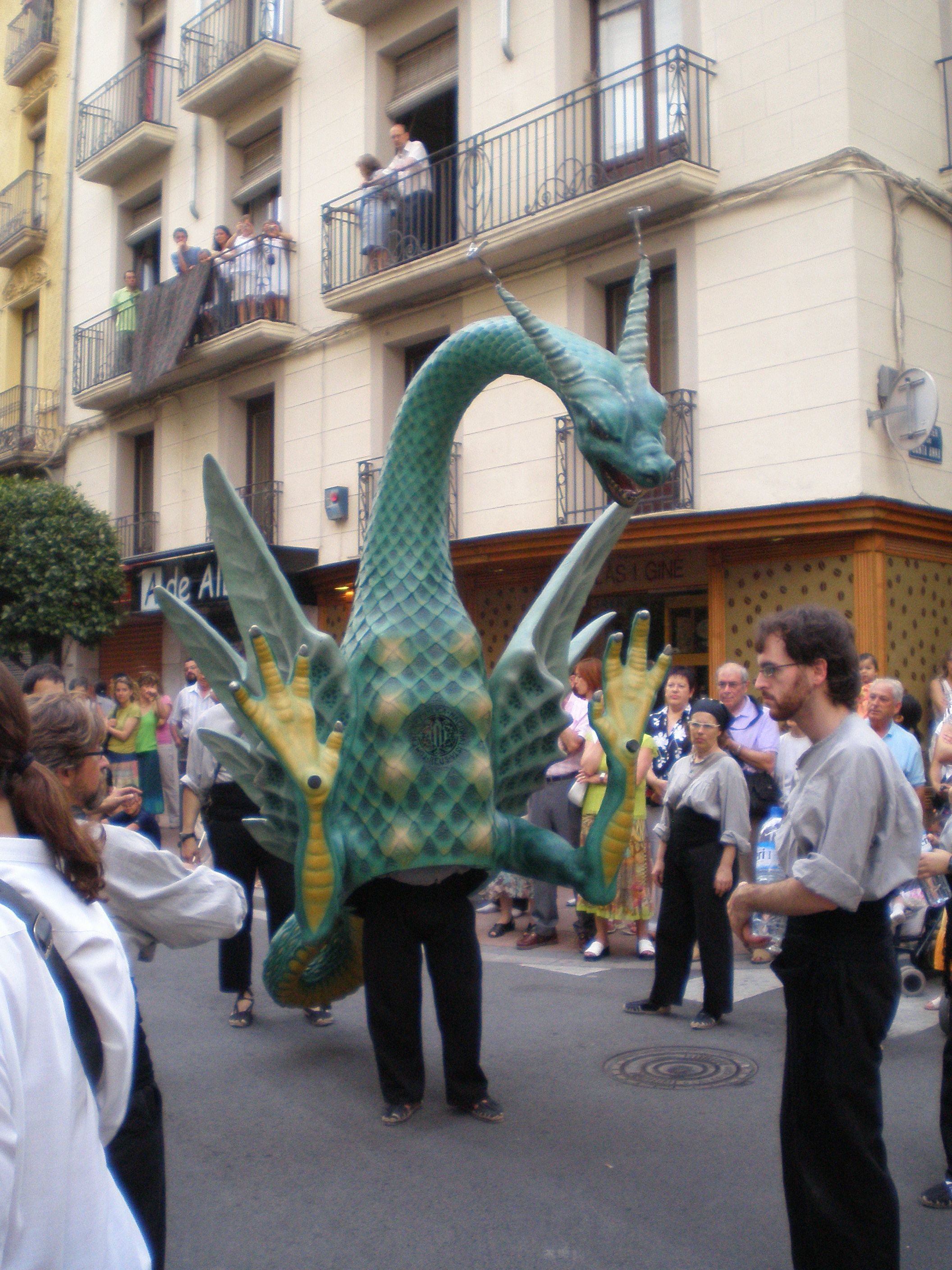
Vibria catalane lors d'un défilé folklorique. Elle ne possède que deux pattes comme la vouivre ou le zilant.

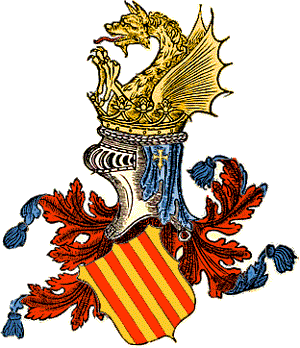
Écu de Jacques Ier couronné par un dragon.

Saint Georges, le célèbre saint sauroctone, est également le Saint patron  de la principauté de Catalogne. Le dragon catalan (drac) se présente habituellement comme un énorme serpent possédant deux pattes, parfois des ailes et plus est rarement quadrupède. L'image du dragon en tant que chimère apparaît dans les représentations catalanes du dragon, celui arborant parfois la tête d'un lion ou d'un taureau. 
Les catalans distinguent le dragon de la víbria ou vibra (dont le nom se rapproche de celui de la vipèrer et de la vouivre), un dragon femelle montrant deux seins proéminents, deux serres et un bec d'aigle.
Le drac et la vibria catalans se rapprochent donc davantage des formes de la vouivre ou du lindworm que de celle de l'image du dragon quadrupède de la mythologie du Moyen Âge.
Présent a la couronne du roi Jacques Ier le Conquérant, le dragon catalan est aussi un des principaux symboles héraldiques de la Catalogne.
En Occitanie, le drac se retrouve également dans de nombreuses légendes locales. Il est l'un des personnages principaux du Poème du Rhône, de Frédéric Mistral qui le fait venir de la ville de Mondragon, en Vaucluse. Son nom se retrouve dans celui des villes de Draguignan, Montdragon mais aussi de Dronero (Draonier, en occitan) dans les Vallées italiennes de langue occitane. Sa forme peut toutefois largement différer de l'image classique du dragon européen.

## Moyen Âge

### Vikings
L'historien François Neveux indique que « dans l'espace viking, [le terme de dreki] sert d'abord à désigner les figures sculptées à la proue et à la poupe des navires, qui représentaient souvent des dragons ». Cet animal fabuleux était destiné à effrayer l'ennemi et les mauvais esprits.
Par la suite, le pluriel du mot est devenu en suédois moderne drake dans le sens de « dragons » (issu de l'ancien scandinave dreki, pluriel drekar),.

### Littérature médiévale
Dès l'époque médiévale, des dragons apparaissent fréquemment dans des contes et poésies.
Le texte Beowulf est un poème épique majeur de la littérature anglo-saxonne, probablement composé entre la première moitié du VIIe siècle et la fin du premier millénaire. Le poème est inspiré de la tradition orale anglo-saxonne et retranscrit une épopée germanique en vers, contant les exploits du héros Beowulf qui donna son nom au poème, sur lesquels viennent se greffer des ajouts chrétiens. Il décrit un dragon qui possède  les attributs caractéristiques de l'animal fabuleux : il est venimeux , il crache des flammes, il vole , c'est un serpentcouvert d'écailles et il garde un trésor. Ce dragon est aussi appelé ver.
Un dragon venimeux apparaît également dans le conte en ancien français « Li Contes du dragon qui envenime au lécher » d'Adam de La Bassée :

« (...) Car le dragon ne mort nulle

Mais il envenime au lécher: Ce qu'il peut de langue toucher

Et a la langue si malite: (...) ne touche ni abite

Qu'elle n’envenime à mort: Quien plus le médisant ne mort

Mais il a la langue si maline: Qui toujours lèche envenime »

— Adam de La Bassée, « Li Contes du dragon qui envenime au lécher », Ludus super Anticlaudianum (1360-1380), traduction française de 1896.
Un autre conte s'intitulant « Conte du Vilain et du dragon » compte 32 lignes

Au XIIIes, Brunetto Latini décrit le dragon dans son encyclopédie Li livres dou Tresor (de) :
— Brunetto Latini, traduction par Gabriel Bianciotto, Le Livre du Trésor, livre I, CXXXXI, lire en ligne, en ancien français.

### Le christianisme et les sauroctones

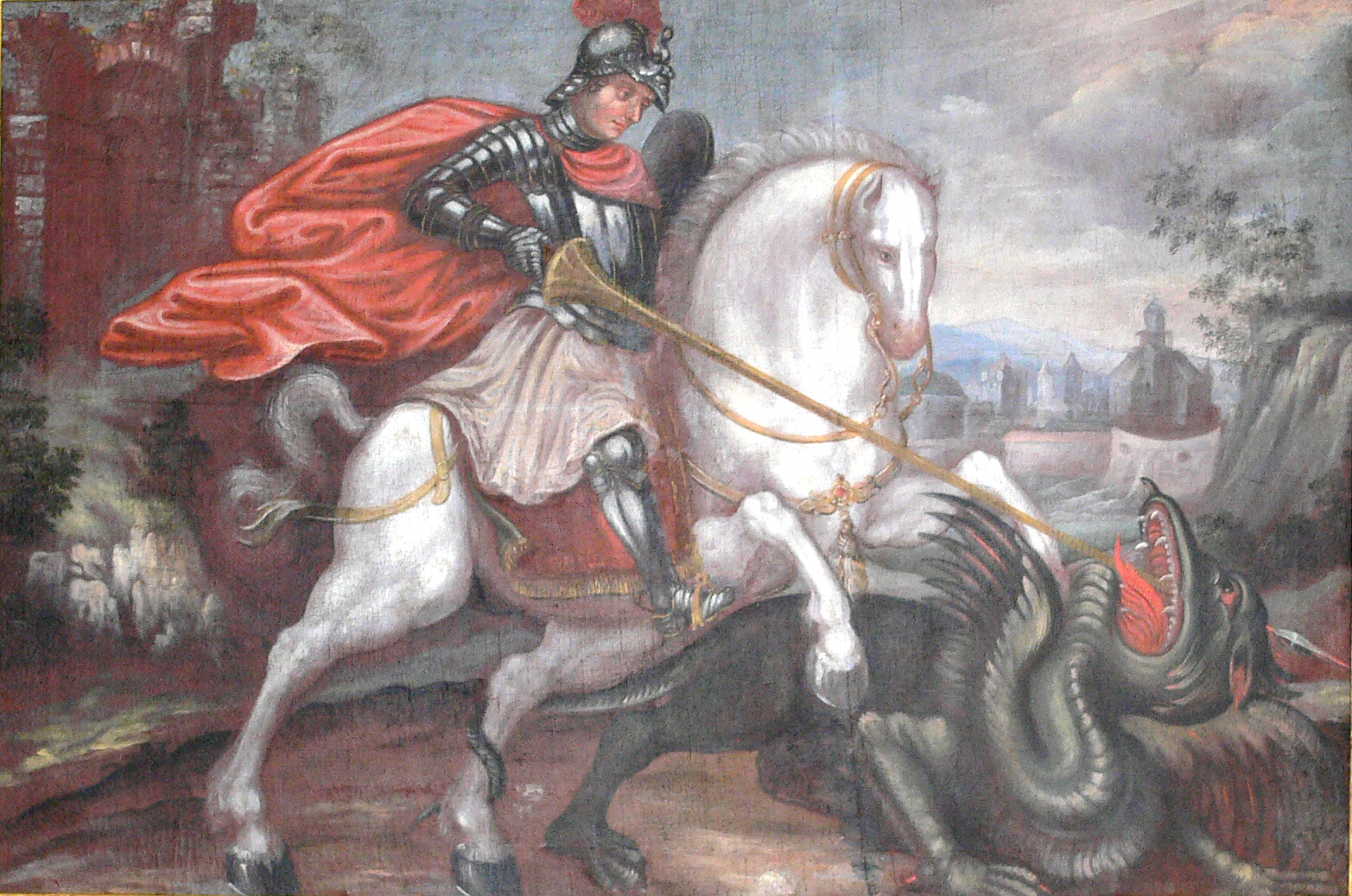
Saint Georges terrassant le dragon

Sauroctone tuant une vouivre

Le christianisme a intégré la peur du dragon, et en a fait le symbole des croyances païennes, opposées au christianisme, l'image de la barbarie, de la Bête maléfique, incarnation de Satan et du paganisme. Le dragon deviendra, avec le thème de l'Apocalypse, une source inépuisable d'inspiration pour les artistes. L'art qui s'en inspire fait du dragon l'image du péché et du paganisme, dont triomphent avec éclat les saints et le(s) martyrs. L'Apocalypse de Jean décrit le combat du Dragon, et de la Bête de la Terre contre l'Agneau divin. Le dragon est enchaîné pour mille ans, puis revient le temps de l'ultime combat, et le dragon vaincu cède sa place au règne définitif de Dieu. 
Bien que les tueurs de dragons apparaissent bien avant le Moyen Âge en Europe, avec l'avènement du christianisme, les tueurs de dragons antiques se virent canonisés et prirent le nom de sauroctones (du grec : sauros, « lézard » et ctonos : « tueur »). Dans un même temps ils perdirent leur nom originel au profit de noms plus chrétiens (saint Michel, saint Georges…) et se virent par la suite canonisés, ou octroyés des exploits historiquement incohérents (le saint Georges historique tuant un dragon plusieurs siècles après sa propre mort).
Le seul témoignage de ces chevaliers est une iconographie médiévale abondante et largement diffusée et inspirée des légendes païennes. Il faut d'ailleurs noter certaines de ces représentations montrent des variantes de ces créatures tels que des vouivres.
En Europe, certaines dépouilles de crocodile du Nil (rapportées de Terre sainte par des croisés ou des pèlerins comme curiosités, vendues par des marchands pour des amateurs de mirabilia ou offertes comme cadeau diplomatique) ont pu nourrir les mythes au sujet des dragons. Elles sont naturalisées pour être exposées, généralement à partir du XVIe siècle, dans des lieux publics (par exemple le (dragon de Brno (cs)) ou le plus souvent dans des églises (offertes en ex-voto), où elles sont associées à des légendes locales de saints sauroctones.
Un chant russe est également consacré à la lutte contre le dragon : Dobrinia et le dragon Gorynytch. L'histoire est la suivante : le dragon a pour demeure la rivière Poutchaï, rivière de feu qui avale tout intrus et le mène tout droit à la caverne du dragon, lequel n'a d'autre but que d'avaler l'imprudent. Dobrynia Nikititch s'y baigne par deux fois. La première fois, il se saisit du bonnet de la Terre grecque et s'en sert pour l'assommer. Ce bonnet symbolise la foi orthodoxe et fait donc du dragon l'émanation du paganisme, à détruire sans pitié. La deuxième fois, le prince Vladimir charge Dobrinia de la mission de combattre le dragon et d'en délivrer sa nièce Zabava et les prisonniers qu'il contient. Dobrinia tranche de façon classique les douze têtes du dragon et ramène les prisonniers.
| |
| Crocodile naturalisé suspendu dans la collégiale d'Oiron. Il partage comme caractéristique avec le dragon son armure d'écailles, une crête dorsale et une queue puissante dans laquelle réside sa force. |

|                                                                                         |
| Crocodile empaillé accroché sur un mur de la cathédrale de Saint-Bertrand-de-Comminges. |

|                                                                                       |
| Crocodile suspendu au plafond de la nef de l'église della Madonna delle Lacrime (it). |

## Les «cousins» des dragons

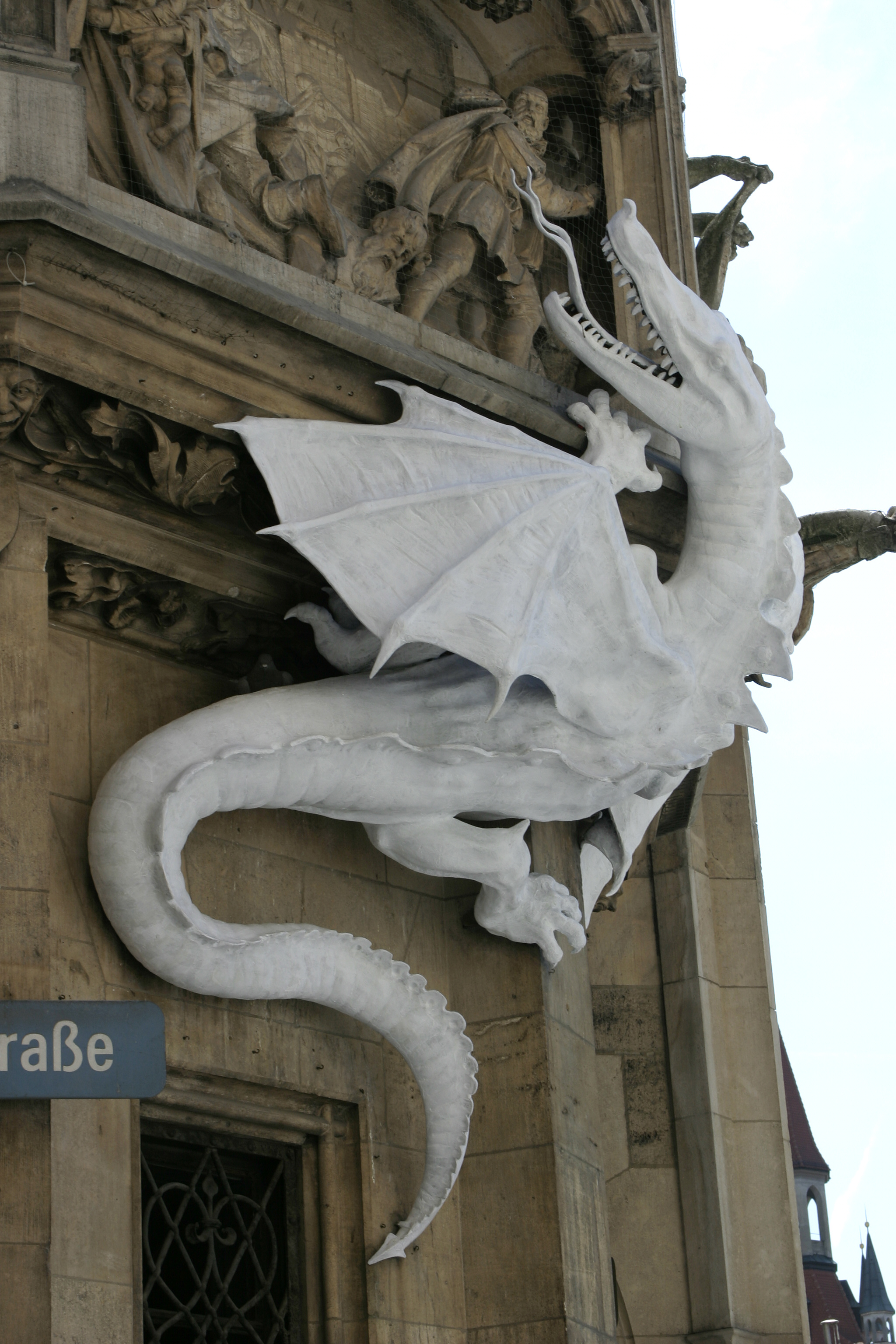
Vouivre représentée sur l'hôtel de ville de Munich, Allemagne.

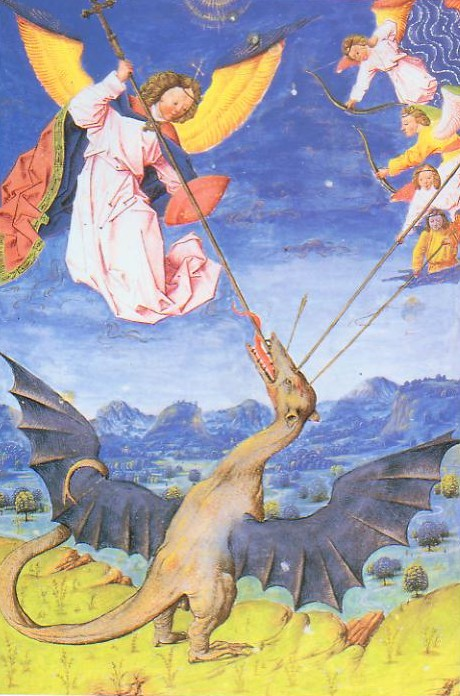
Représentation d'une vouivre (wyverne).

Le terme « dragon » recouvre de nombreuses créatures selon les traditions, ayant des formes différentes. Sont parfois assimilés aux dragon des reptiles imaginaires dont la principale variation réside au niveau des membres :
- les serpents, serpents de mer, wyrm, aspic, basilic, etc. ;
- le lindworm : contrairement au serpent, le lindworm possède deux pattes antérieures ;
- la vouivre : la vouivre (ou wyverne) gagne deux membres postérieurs par rapport au lindworm, tandis que ses pattes avant se transforment en ailes.

## Dans les croyances modernes
Avec l'apparition de plusieurs mouvements néo-paganistes comme la Wicca, l'image du dragon refait surface, hors de la sphère commerciale. Plusieurs croyances se développent autour de celui-ci, notamment celle de la magie draconique, sorte de chamanisme totémique portant sur les dragons.

## Galerie

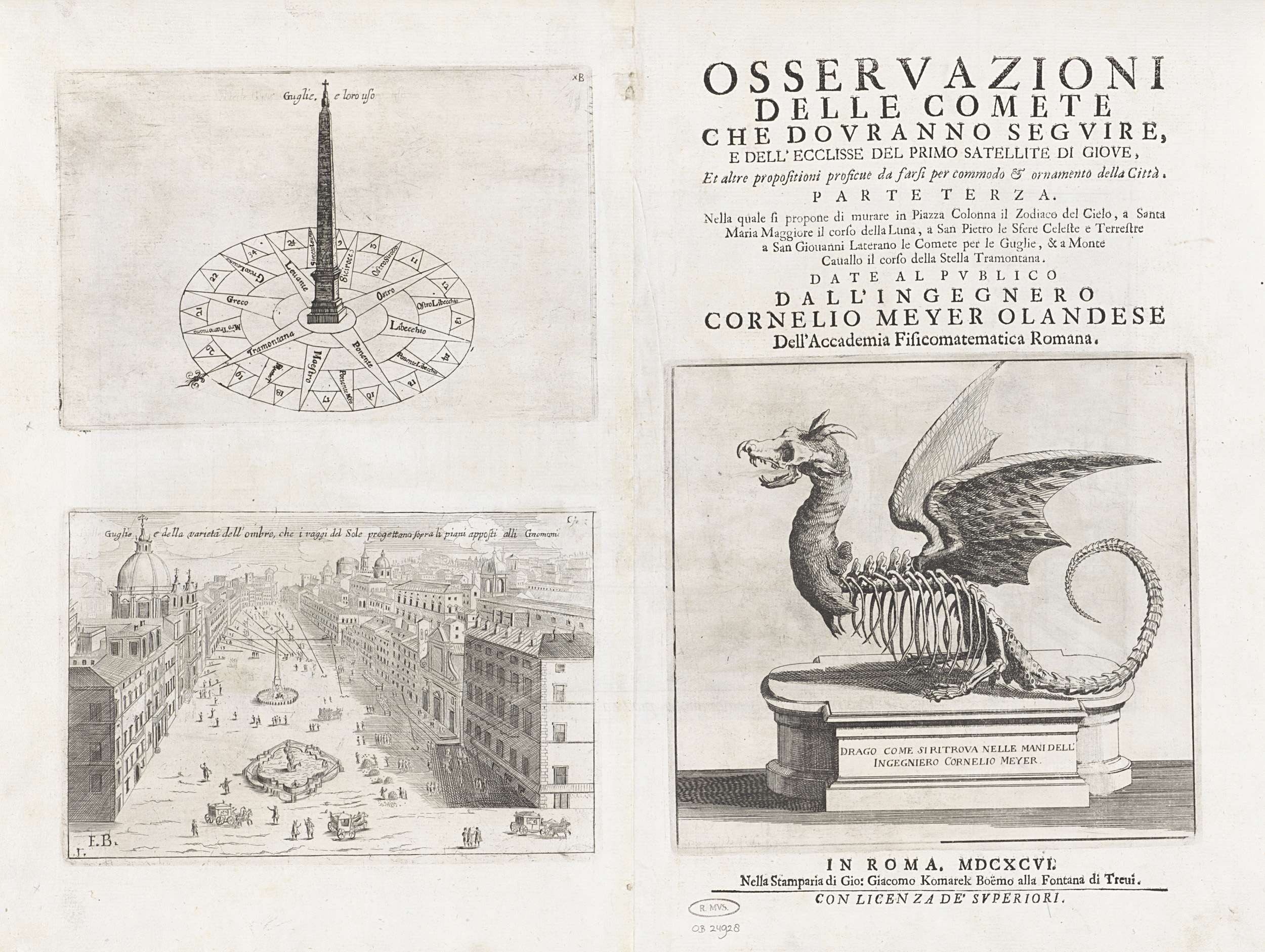
Squelette de dragon sur un piédestal - 1696
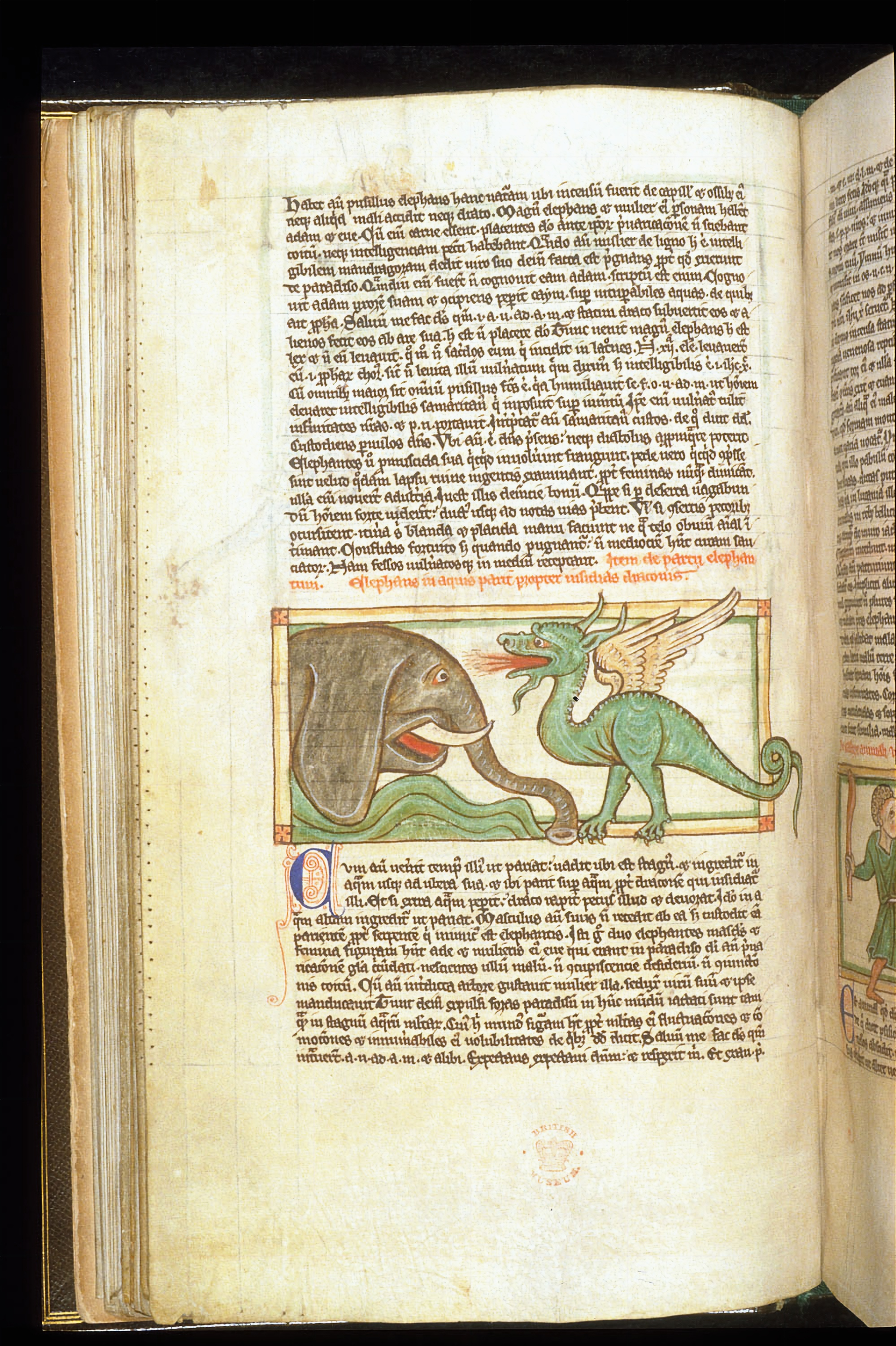
Elephant et dragon, face à face. Le dragon crache du feu. XIIIe siècle
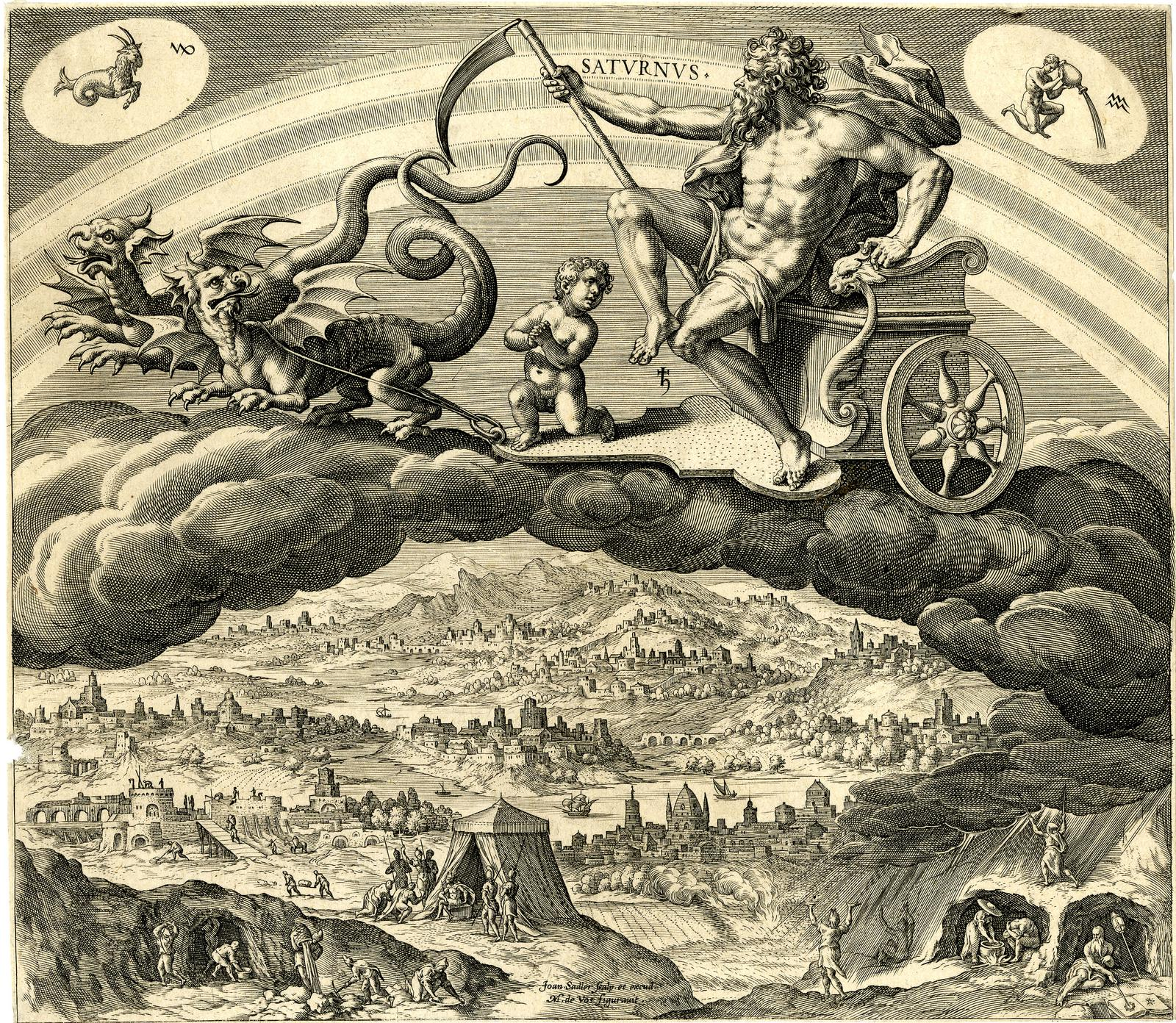
Saturne tenant une faux et assis dans un char tiré par deux dragons sur les nuages dans le ciel, d'après Maarten de Vos. 1585
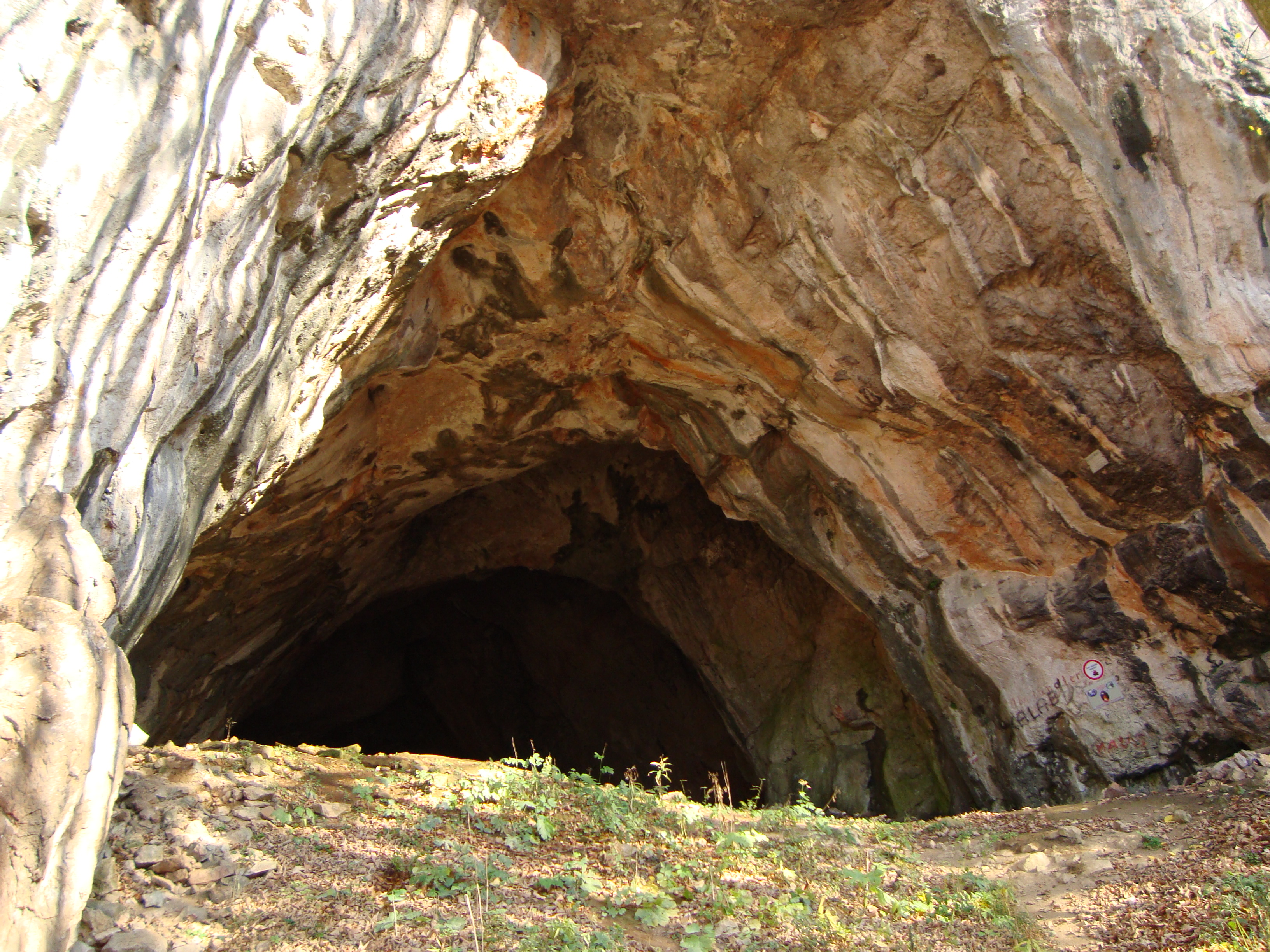
Grotte du Dragon (de) à Mixnitz